# إس. بيتر روزين
إس. بيتر روزين (بالإنجليزية: S. Peter Rosen)‏ هو فيزيائي نظري أمريكي، ولد في 4 أغسطس 1933، وتوفي في 13 أكتوبر 2006.